# Ligne de Reims à Dormans
 (février 2025).
La ligne du Chemin de fer de la Banlieue de Reims (CBR), reliant Reims à Dormans, était un élément important du réseau ferroviaire local de la région de la Marne.
Inaugurée le 20 mars 1903, cette ligne de voie métrique servait principalement à transporter les passagers et les marchandises.
Le trajet, en deux sections de Reims à Bouleuse (commune avec la ligne de Reims à Fismes) et de Bouleuse à Dormans –Est pour un total de 50 km était réalisé (selon le livret Chaix de mai 1914) en 3h00’.

## Historique de la ligne

### La première guerre mondiale
Durant la Première Guerre mondiale, le réseau CBR a été gravement perturbé. Le trafic civil fut presque entièrement interrompu, mais certaines portions restèrent actives pour le transport militaire, notamment autour de Dormans et empruntant donc le tronçon commun entre Reims et Bouleuse.
Le CBR a égagalement été utilisé en 1914 pour l'éxode des rémois. Le service hospitalier des hospices civils évacue 4539 vieillards, enfants, malades et blessés civils, militaires (lors du repliement des troupes françaises), aliénés.

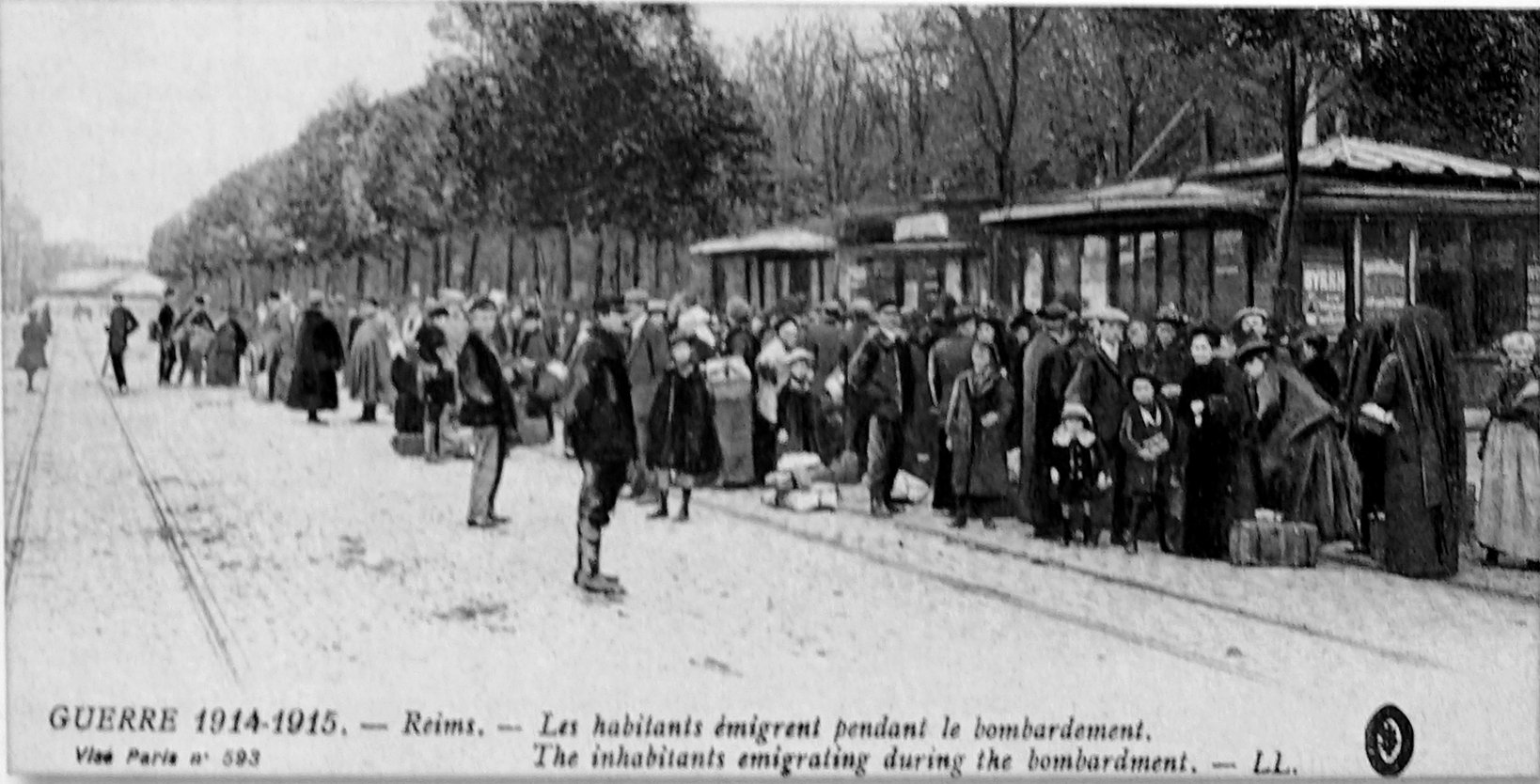
Départ des rémois à la station de Reims Promenade en 1914.

Une partie du matériel roulant a subi des dommages importants, et la ligne a été utilisée pour transporter des troupes, des munitions et des provisions sur le front, notamment lors de l'offensive du Chemin des Dames en 1917.
La "voie de 60", une voie ferrée militaire d'étroite de 60 cm, a également été utilisée en complément, pendant la guerre pour les besoins logistiques de l'armée, notamment pour le ravitaillement en première ligne, bien que les interactions exactes entre le réseau CBR et cette voie militaire soient limitées à certains secteurs où les infrastructures se croisaient.

### Fin de la ligne
Après la guerre, l’exploitation de la ligne a repris difficilement en raison des dommages subis.
La section Bouleuse et Dormans ferme au trafic marchandises entre le 31 décembre 1933,  Suivi vers 1939 de la section Villedommange – Fismes et enfin de la section Reims – Villedommange fin 1947.
Elle a été fermée en raison de la concurrence croissante du transport routier, de la baisse de rentabilité et des difficultés à moderniser les infrastructures.

## Parcours
Le parcours entre Reims et Dormans traversait en dehors de Reims : 
- Entrée dans Bezannes par l’actuelle Rue de Saint-Rémi, puis poursuit par la rue de Sacy,
- Sacy-Ecueil, Villedommange, Pargny-Jouy, Clairizet- Ste-Euphraise, Méry-Prémicy, Bouleuse ,

Poilly, Sarcy, Ville-en-Tardenois, Romigny, Olisy-Violaine, Anthenay, Passy-Grigny, Verneuil, Dormans.

## Le tracé de l'ancienne ligne du CBR aujourd’hui
Aujourd'hui, le tracé de l'ancienne ligne du CBR est en partie utilisé pour des sentiers de randonnée :
- Route du Tacot de bouleuse[3].

Les gares ont été, soient revendu à des particuliers, soient détruites.

## Les Bâtiments
Les bâtiments avaient une forme relativement standard, avec un rez-de chaussée destiné au service, un étage réservé au logement accessible par un escalier extérieur et une marquise coté voie.

### Gare de Bezannes,49° 13′ 20″ nord, 3° 59′ 35″ est
L'ancien bâtiment de la gare de Bezannes est, aujourd'hui, propriété d’un particulier.

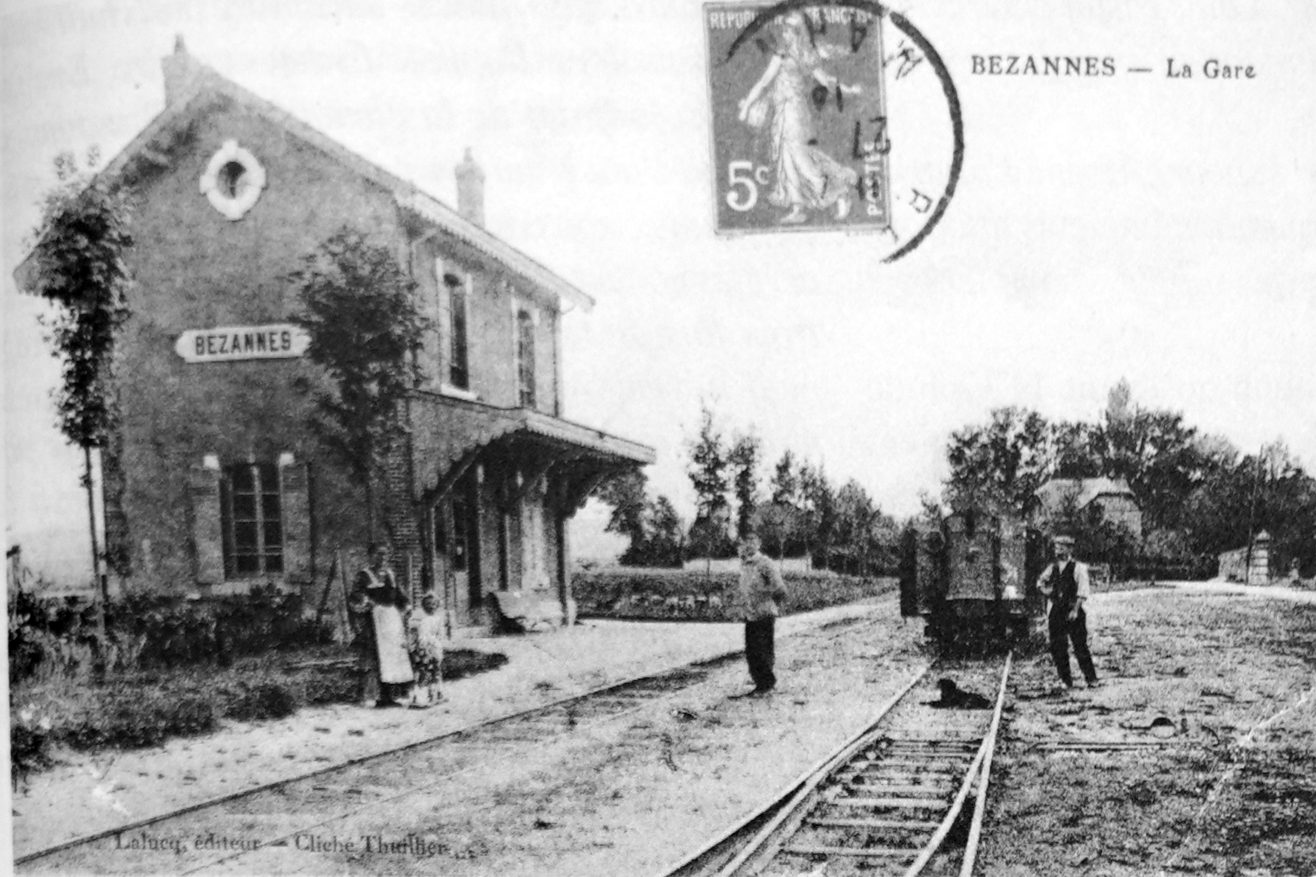
Gare de Bezannes.

### Gare de Bouleuse

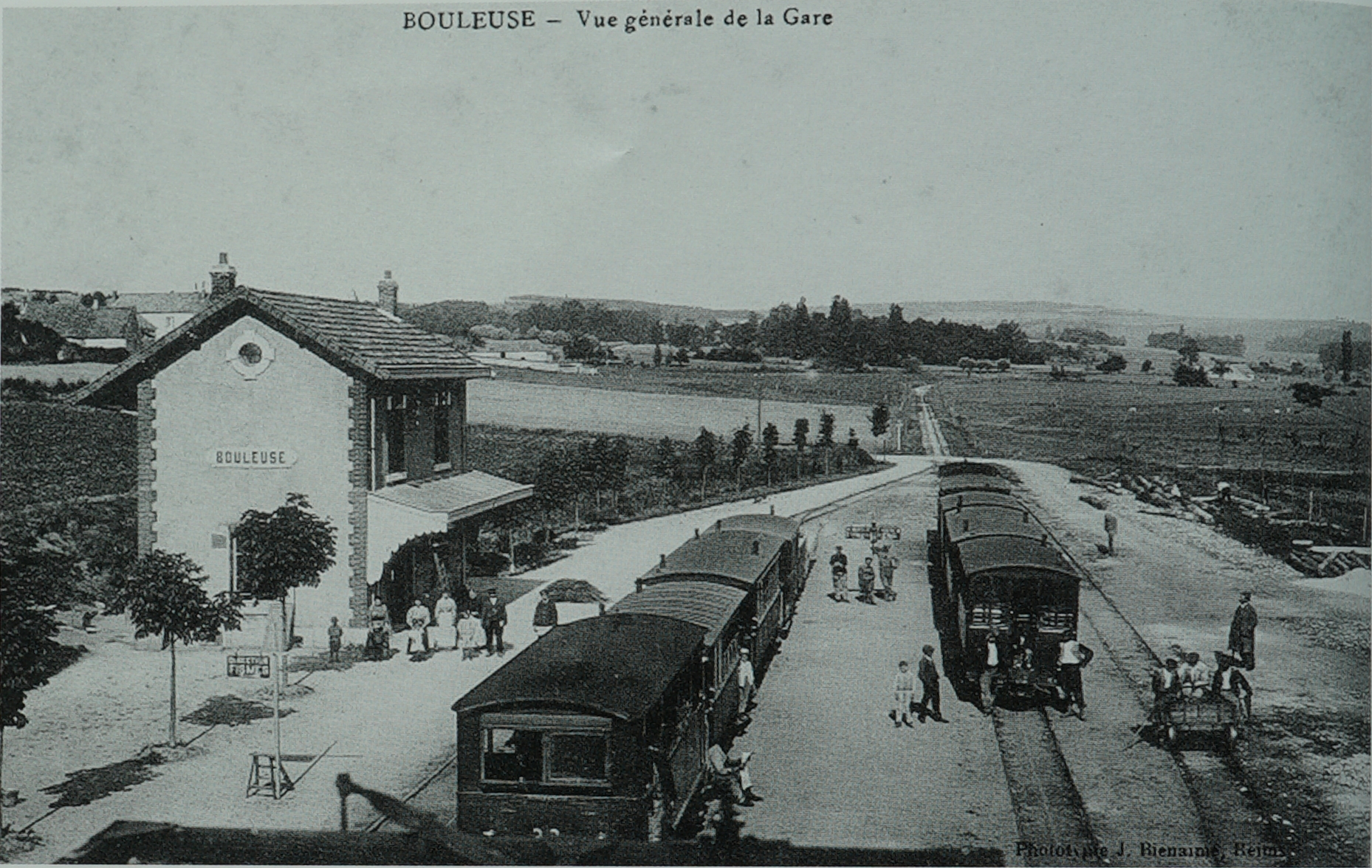
Gare CBR de Bouleuse.

### Gare de Ville-en-Tardenois

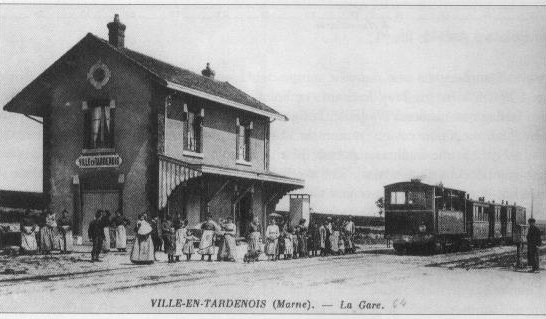
Gare CBR de Ville en Tardenois.

### Gare de Verneuil,49° 05′ 36″ nord, 3° 40′ 14″ est
La gare de Verneuil fait, aujourd'hui, partie des installations du stade municipal de Verneuil.

### Gare de Dormans
La gare CBR de Dormans était gare Terminus de la ligne et gare d'échange avec la gare de Dormans du réseau de l'Est.
En 1902, des travaux sont exécutés pour l'installation d'un échange avec le trafic de la gare du réseau à voie métrique des chemins de fer de la Banlieue de Reims (CBR) suivant la décision ministérielle du 13 novembre 1901. 
La gare d'échange est mise en service en 1903 lors de l'ouverture de la ligne de Bouleuse à Dormans.

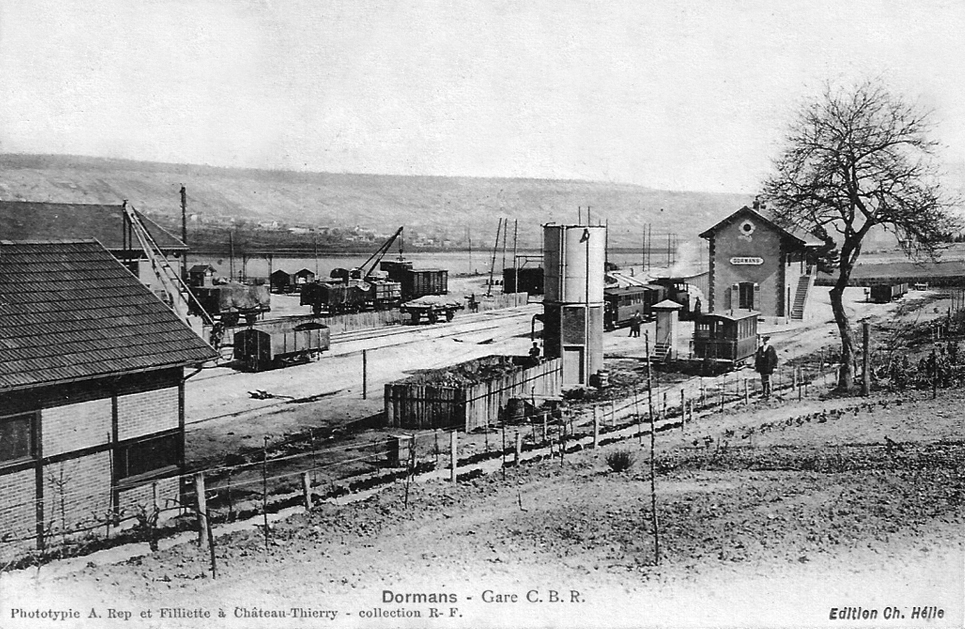
Gare CBR de Dormans.

## Exploitation
Cette ligne faisait partie d’un réseau plus large de chemins de fer à voie métrique d'intérêt local, exploitée par la « Société anonyme Française des Chemins de Fer de la Banlieue de Reims et extension (C.B.R.) » jusqu'en 1927, avant que la gestion soit reprise par la « Société générale des transports départementaux (SGTD) », puis la « Régie Départementale des Transports de la Marne (RDTM) » à partir de 1937.